# Saba Kumaritasjvili
Saba Kumaritasjvili (georgiska: საბა ქუმარიტაშვილი), född 8 september 2000 i Tbilisi, är en georgisk rodelåkare.
Hans kusin, Nodar Kumaritasjvili, var också en rodelåkare som omkom under ett träningsåk vid olympiska vinterspelen 2010 i Vancouver.

## Karriär
Kumaritasjvili tävlade för Georgien vid olympiska vinterspelen 2022 i Peking, där han slutade på 31:a plats i herrarnas singel.